# Vinech
Vinech was van ca. 756 tot 762 kan van Bulgarije en was een telg van de Vokil-dynastie.

## Context
De Byzantijnse keizer Constantijn V vond de tijd rijp om de Byzantijns-Bulgaarse oorlogen te hervatten. Na een eerste overwinning tijdens de Slag bij Marcellae (756) rukte hij verder Bulgarije binnen. Tijdens de Slag bij de Risjkipas (Balkangebergte) in 759 liep zijn leger in een hinderlaag en leed een smadelijke nederlaag.
Vinech volgde zijn overwinning niet op en sloot vrede met de Byzantijnen. Dit werd hem door de Bulgaarse adel kwalijk genomen, die hem samen met zijn familie liet vermoorden.